# Beaulieu, Nièvre
Beaulieu là một xã của tỉnh Nièvre, thuộc vùng Bourgogne-Franche-Comté, miền trung nước Pháp.